# Audioriver 2011
Audioriver 2011 – szósta edycja festiwalu muzyki elektronicznej Audioriver, zorganizowana w dniach 29-31 lipca 2011 roku na plaży nad Wisłą w Płocku.

## Historia
W zawartym z organizatorami Off Festivalu porozumieniu zdecydowano o przeniesieniu szóstej edycji Audioriver na ostatni koniec tygodnia lipca. Powodem było dotychczasowe kolidowanie dat obu wydarzeń, co wpływało na wzajemną frekwencję. 
17 marca Płocki Ośrodek Kultury i Sztuki wdrożył procedurę przetargową na organizację imprezy plenerowej pod nazwą „AudioRiver 2011 - Festiwal Świata Niezależnego”. 10 maja ogłoszono wybór oferty złożonej przez jedynego oferenta - Fundacji Jest Akcja!. Ogłoszenie o udzieleniu zamówienia udostępniono do publicznego wglądu w internecie. Urząd Miasta przeznaczył milionową dotację na budżet festiwalu, który całościowo zamknął się w około trzech milionach złotych.
16 kwietnia w gmachu Szkoły Głównej Handlowej w Warszawie odbyła się pierwsza edycja Konferencji Muzycznej, kontynuacji projektu Rynku Niezależnego. Program składał się z dwóch debat z udziałem przedstawicieli branży, wykładu, warsztatu w ramach Red Bull Music Academy oraz konferencji producentów Audioriver. Wstęp dla publiczności był bezpłatny. W wydarzeniu wzięło udział około 300 osób. Podczas kończącego całodniowe wydarzenie After Party w warszawskim klubie 1500 m² przedstawiono trzecią część składu artystów.
27 maja ogłoszono ostatnie zagraniczne nazwiska. 30 czerwca zaanonsowano polskich przedstawicieli. Ukazano podział występów na dni i rozmieszczenie na scenach. W pierwszym dniu zaplanowano 27 występów, w tym sześć na żywo. W drugim dniu ilość występów nie uległa zmianie, w zamian do dziesięciu wzrosła liczba wykonań na żywo. W szóstej edycji wprowadzono dwie zmiany. Przesunięto niedzielną część programu Rynku Niezależnego na piątkowy wieczór. Powodem przenosin były nowe zarządzenia ze strony miasta w kwestii organizowania imprez masowych na rynku Starego Miasta, dotyczących w głównej mierze poziomu głośności. Namiot „Red Tent” zastąpiono nową koncepcją „Slow More” o profilu gatunkowym chillout, downtempo i deep house, opierającą się na dostępności kanap dla uczestników.
W ramach szóstej edycji wydarzenia stworzono kolekcję odzieży i gadżetów oznaczonych logo festiwalowym, dostępną w sprzedaży internetowej i w punktach na terenie Audioriver.

## Produkcja
Montaż scen rozpoczęto 25 lipca. W pierwszym dniu ustawiono namioty Hybrid i Circus, którego powierzchnia wyniosła 1500 m kw. Zamknięto prowadzącą na teren festiwalu ulicę Rybaki, by ułatwić transport ciężkiego sprzętu. Otwartą scenę główną o wielkości 300 m kw, z zadaszeniem dwuspadowym, skierowano w stronę skarpy. Wielkoformatowy system L’Acoustics K1 pełnił funkcję nagłośnienia. Kontraktowanie i dobór wykonawców na scenie Circus Tent należał do K-Size'a z kolektywu NeverAfter, odpowiedzialnego za kwestie organizacyjne związane z wykonawcami. Podczas trwania festiwalu zużyto 20 tysięcy litrów ropy. 
Profesjonalne pole namiotowe usytuowano za zalewem Sobótka w odległości około 700 metrów od obszaru festiwalowego. Odgrodzony i oświetlony teren posiadał ochronę, możliwość zostawienia depozytu oraz strefę sanitarną z 32 prysznicami i 36 toaletami w kontenerach. Dostępny był punkt gastronomiczny. Opiekę medyczną zapewnił oddział WOPR Włocławek. Zarezerwowano 2,5 tysiąca miejsc - ostateczna liczba osób korzystających z pola wyniosła około czterech tysięcy.
Od czwartkowego popołudnia do poniedziałkowego rana rolę alternatywnej sceny przy Audioriver pełniło Audiopole, usytuowane na plaży Sobótka przy polu namiotowym. W trzeciej edycji zagrali artyści należący do kolektywu +RESPIRATOR, twórców inicjatywy, razem z zaproszonymi gośćmi. 

## Program
| PIĄTEK | SOBOTA |
| --- | --- |
| Main Stage 20:30 - 21:30 Kuba Sojka Live 21:30 - 22:30 Marcin Czubala Live 22:30 - 23:30 Bomb The Bass Live 23:45 - 01:00 Trentemoller Live In Concert 01:15 - 02:30 Vitalic Live 02:40 - 04:40 Chris Liebing 04:40 - 06:00 Jarek Czechowski Wizualizacje: Temporary Space Design Circus Tent 20:00 - 21:00 Poziom-X 21:00 - 22:00 Glasse 22:00 - 23:30 Robag Wruhme 23:30 - 01:00 Shaun Reeves 01:00 - 02:30 Seth Troxler 02:30 - 03:30 Brandt Brauer Frick Live 03:30 - 05:00 Modeselektor 05:00 - 07:00 Supermayer Wizualizacje: Emiko Hybrid Tent 20:00 - 21:30 Good Paul 21:30 - 23:00 CLS & Wax + K-Size 23:00 - 00:30 Nu:Tone ft. Natalie Williams 00:30 - 01:30 Loadstar 01:30 - 03:00 DJ Marky ft. Stamina MC 03:00 - 04:00 Andy C ft. MC GQ 04:00 - 05:00 Kryptic Minds 05:00 - 06:0 PZG Wizualizacje: MK • Ar2 Slow More 21:00 - 23:00 Pro 23:00 - 01:00 Mr Lex & Rawski ft. Novika 01:00 - 03:00 Easy 03:00 - 05:00 Akaone Wizualizacje: Nocny Marek | Main Stage 20:00 - 21:00 Jurek Przeździecki Live 21:00 - 22:00 An On Bast Live 22:00 - 23:00 We Love Live 23:10 - 00:10 Pretty Lights Live 00:30 - 02:00 Paul Kalkbrenner Live 02:15 - 03:15 The Qemists Live 03:30 - 05:00 TeeBee 05:00 - 06:00 Tom Encore Wizualizacje: Temporary Space Design Circus Tent 20:00 - 21:00 Bshosa 21:00 - 22:30 Catz'n Dogz 22:30 - 00:00 Ernesto Ferreyra 00:00 - 01:15 Reboot Live 01:15 - 02:15 Gaiser Live 02:15 - 05:15 Sven Väth 05:15 - 07:15 Pan-Pot Wizualizacje: Emiko Hybrid Tent 20:00 - 21:00 Harper 21:00 - 22:00 Dubsknit 22:00 - 23:00 Son of Kick ft. Grems 23:15 - 00:15 Modestep Live 00:15 - 01:15 Reso 01:30 - 02:30 Walkner & Moestl ft. Tania Saedi 02:30 - 04:00 Gilles Peterson 04:00 - 06:00 Maximilian Skiba Wizualizacje: MK • Ar2 Slow More 21:00 - 23:00 Easy Audio & Mal 23:00 - 00:00 Mooryc Live 00:00 - 02:00 Thomas Langner 02:00 - 04:00 Dio Wizualizacje: Nocny Marek |

| PIĄTEK | SOBOTA |
| --- | --- |
| Red Bull Music Academy Stage Miejsce: Rynek Starego Miasta 18:30 - 19:45 Naptha 19:45 - 21:00 Eltron John                                                                          | Red Bull Music Academy Stage Miejsce: Rynek Starego Miasta 11:00 - 12:00 Optymist 12:00 - 14:00 BeachBoysLuke Hiero + Pavlo + Ice 14:00 - 15:00 Leon 15:30 - 17:00 Mic Ostap 18:30 - 20:00 Seb Skalski Red Bull Music Academy Miejsce: Aula Urzędu Miasta 13:00 An On Bast • Mic Ostap • Eltron John • Naphtainfosesja 15:00 Modeselektorwarsztat 17:00 Gilles Petersonwarsztat Kino Festiwalowe Miejsce: NoveKino Przedwiośnie 12:00 Strange Powers: Stephin Merritt and the Magnetic Fields 14:00 Speaking In Code 16:00 Rize 18:00 Taqwacore: narodziny islamskiego punka |
| W ramach dwudniowych Targów Muzycznych zaprezentowało się dwudziestu wystawców - wśród nich m.in. wytwórnie muzyczne, agencje artystyczne, organizatorzy eventów i sklepy płytowe. | |

## Frekwencja
Sprzedaż biletów dzień przed rozpoczęciem osiągnęła 14 tysięcy sztuk. Według danych organizatorów łączną frekwencję oszacowano na blisko 17 tysięcy osób - najwyższą w historii.
W podsumowaniu policyjnych statystyk dotyczących ostatniego końca tygodnia lipca liczbę uczestników oceniono na przewyższającą 10 tysięcy. W trzydniowej akcji zabezpieczającej wydział patrolowo-interwencyjny płockiej policji odnotował ponad 200 interwencji, w których nałożono 40 mandatów karnych, związanych z nieodpowiednim zachowaniem. Wydział drogowy poddał kontroli ponad 200 kierujących, upominając stu z nich mandatem karnym. Do poważnego incydentu zaliczono interwencję medyczną na czterech osobach ze wstępnym rozpoznaniem zatrucia środkami psychoaktywnymi. Zgłoszono cztery włamania do pojazdów z pozamiejscowymi rejestracjami.

## Media
W produkcji relacji z Audioriver dla czwartego programu Polskiego Radia wzięła udział około dwudziestoosobowa ekipa realizacyjna, mająca do dyspozycji 10 kamer i 9-metrowe ramię operatorskie. Zarejestrowano półgodzinne fragmenty setów Bomb The Bass, Robaga Wruhme, Shauna Reevesa, Vitalica, Chrisa Liebinga, Supermayer, Paula Kalkbrennera, Ernesto Ferreyry, Svena Vätha, TeeBee i Pan-Pot. Retransmisje prezentowano od 26 sierpnia w ramach audycji „Na cztery ręce”.
Internetowa telewizja DanceTrippin nakręciła cztery epizody - półgodzinne relacje z występów Pretty Lights i Shauna Reevesa oraz godzinne fragmenty setów Setha Troxlera i Catz 'n Dogz. Niemiecka wytwórnia Mobilee podczas grania duetu Pan-Pot zrealizowała ujęcia do dokumentu „Pan-Pot: The Documentary”. Około 9-minutowy materiał filmowy z festiwalu stworzyło 4fun.tv. Oficjalny reportaż podsumowujący szóstą edycję udostępniono 12 kwietnia 2012 roku.
Szóstą edycję festiwalu włączono do programu kulturalnego polskiej prezydencji w Radzie UE w ramach działu „Muzyka i sztuki audiowizualne”. Resident Advisor w swoim rankingu lipcowych festiwali z muzyką elektroniczną wymienił Audioriver na czwartej pozycji. W plebiscycie Munoludy 2011 przeprowadzonym przez portal Muno.pl głosami użytkowników wydarzenie uznano za „Festiwal Roku Polska”.

## Kontrowersje
27 października Cezary Tormanowski i Michał Durbajło, zasiadający w zarządzie spółki Casting Service Film, producenta Audioriver w latach 2006 - 2010, złożyli w Warszawie zawiadomienie o popełnieniu przestępstwa przez Piotra Orlicza-Rabiegę, prezesa Fundacji Jest Akcja! i byłego zwierzchnika. Konflikt dotyczył praw autorskich związanych z marką festiwalu. Zarzut wiązał się z działaniem na szkodę spółki i przejęciem praw majątkowych.
W procedurze przetargowej na organizację imprezy plenerowej pod nazwą „AudioRiver 2011 - Festiwal Świata Niezależnego” ogłoszonej przez Płocki Ośrodek Kultury i Sztuki uczestniczyła wyłącznie Fundacja Jest Akcja!. Stanowisko spółki Casting Service Film traktowało użycie marki festiwalu w przetargu jako bezprawne. Twórcą nazwy „Audioriver” był Michał Durbajło, jednak pierwsze zgłoszenie o jej zastrzeżeniu w urzędzie patentowym pojawiło się 23 marca 2011 roku. Wystosowane zostało przez Agnieszkę Jarmakowską, powiązaną z Fundacją Jest Akcja!. 14 lipca zgłosiła się spółka Tormanowskiego i Durbajły. Postępowaniu Orlicza-Rabiegi zarzucono działanie pod szyldem spółki Casting Servie Film, by ostatecznie wziąć udział w przetargu z osobno założoną firmą bez wyprzedzającego poinformowania dotychczasowych partnerów. Prawo do dysponowania marką przyznano fundacji kierowanej przez Orlicza-Rabiegę.
W 2012 roku pomimo zapewnień Tormanowskiego o przygotowywaniu się do przetargu na organizację siódmej edycji festiwalu ponownie jedynym oferentem została Fundacja Jest Akcja!.